# داش دیبی

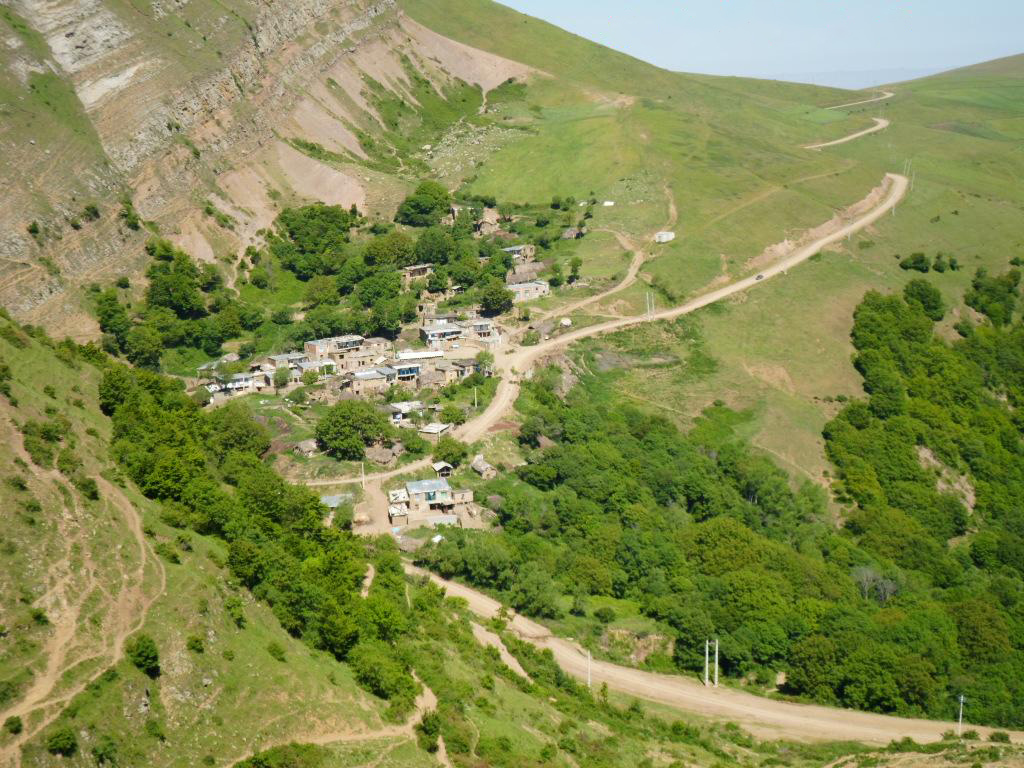
روستای داش‌دیبی

روستا داش دیبی در حدود ۱۷ کیلومتری شرق شهرستان گرمی در استان اردبیل و در منطقه کوهستانی در نقطه نزدیک به صفر مرزی کشور جمهوری آذربایجان قرار گرفته‌است.
داش دیبی از دو کلمه تُرکی ، "داش = سنگ، صخره و دیبی = زیرین" و به معنی " زیر صخره" می‌باشد، و چون این روستا در زیر کوهی صخره‌ای که مثل چتر بر بالای آن گسترده شده‌است قرار گرفته، به این نام مشهور شده‌است. زبان اهالی ترکی آذربایجانی است.